# جک رابینسون (بازیکن فوتبال، زاده ۱۹۹۳)
جک رابینسون (انگلیسی: Jack Robinson؛ زادهٔ ۱ سپتامبر ۱۹۹۳) بازیکن فوتبال اهل انگلستان است.
از باشگاه‌هایی که در آن بازی کرده‌است می‌توان به لیورپول، ولورهمپتون واندرز، بلکپول، کویینز پارک رنجرز، هادرسفیلد تاون، ناتینگهام فارست و شفیلد یونایتد اشاره کرد.